# Pakistanische Badmintonmeisterschaft 1970
Die Pakistanische Badmintonmeisterschaft 1970 fand in Rawalpindi statt. Es war die 15. Austragung der nationalen Meisterschaften von Pakistan im Badminton.

## Titelträger
| Disziplin    | Sieger                         |
| ------------ | ------------------------------ |
| Herreneinzel | Baby Salahuddin                |
| Dameneinzel  | Talat Sultana                  |
| Herrendoppel | Taj Moosvi Javed Iqbal         |
| Damendoppel  | Nighat Sultana Talat Sultana   |
| Mixed        | Baby Salahuddin Nighat Sultana |